# Balatonszárszó
Balatonszárszó (németül: Sarßau) nagyközség Somogy vármegyében, a Siófoki járásban.

## Nevének eredete
Egy elmélet szerint Szárszó neve feltételezhetően az 1082-ből ismert szárazaszó (száraz völgy) szóból ered, amelyet akkor Zarrosozow alakban írtak. Ez a név az idők folyamán egyszerűsödött. Ezen elmélet tarthatatlanságára Bakay Kornél mutatott rá. „Szár-aszó”-t (Balatonszárszó nevét) például kiszáradt völgyként magyarázzák, holott az aszó (Ozofeu, 1055) nemcsak kiszáradó völgyet, hanem patakot is jelent, mégpedig olyan völgyben folyó patakot, amely esős időben és olvadáskor keletkezik. Vagyis: a száraz völgy értelmezést a nyelvi adatok egyáltalán nem támogatják. De nem helyes a szár jelző (Száros aszó, 1082) értelmezése sem (...) mert a somogyi Balaton-parton szép fenyő, nyár, platán, juhar, fűzerdők sorakoznak, nádasok és lápos térségek között(...)".
Czuczor Gergely és Fogarasi János szerint Szárszó neve félig-meddig elavult szár (kopár, kopasz, tar) szavunkból eredhet: „Somogyban a Szárszó nevü helység a vidékiek hagyományos értelmezése szerént am. Szár-tó, száraz tó.”
Mások szerint a település névadója Szár László Árpád-házi herceg, akit egyesek Koppány vezérrel azonosítanak.

## Fekvése, megközelítése
Balatonszárszó Somogy vármegye északi részén, a Balaton déli partján található.
Szomszédos települései keletről Balatonföldvár, nyugatról Balatonőszöd és Balatonszemes, míg délről Szólád.
A településnek saját lehajtója van az M7-es autópályáról, valamint áthalad rajta a 7-es főút és a Budapest–Murakeresztúr-vasútvonal; utóbbinak egy állomása van itt, Balatonszárszó vasútállomás. Déli szomszédai, Szólád, Teleki, Kötcse és Nagycsepely felé a 65 102-es út ágazik ki a 7-es főútból.
A település a Balatonboglári borvidék része.

## Története

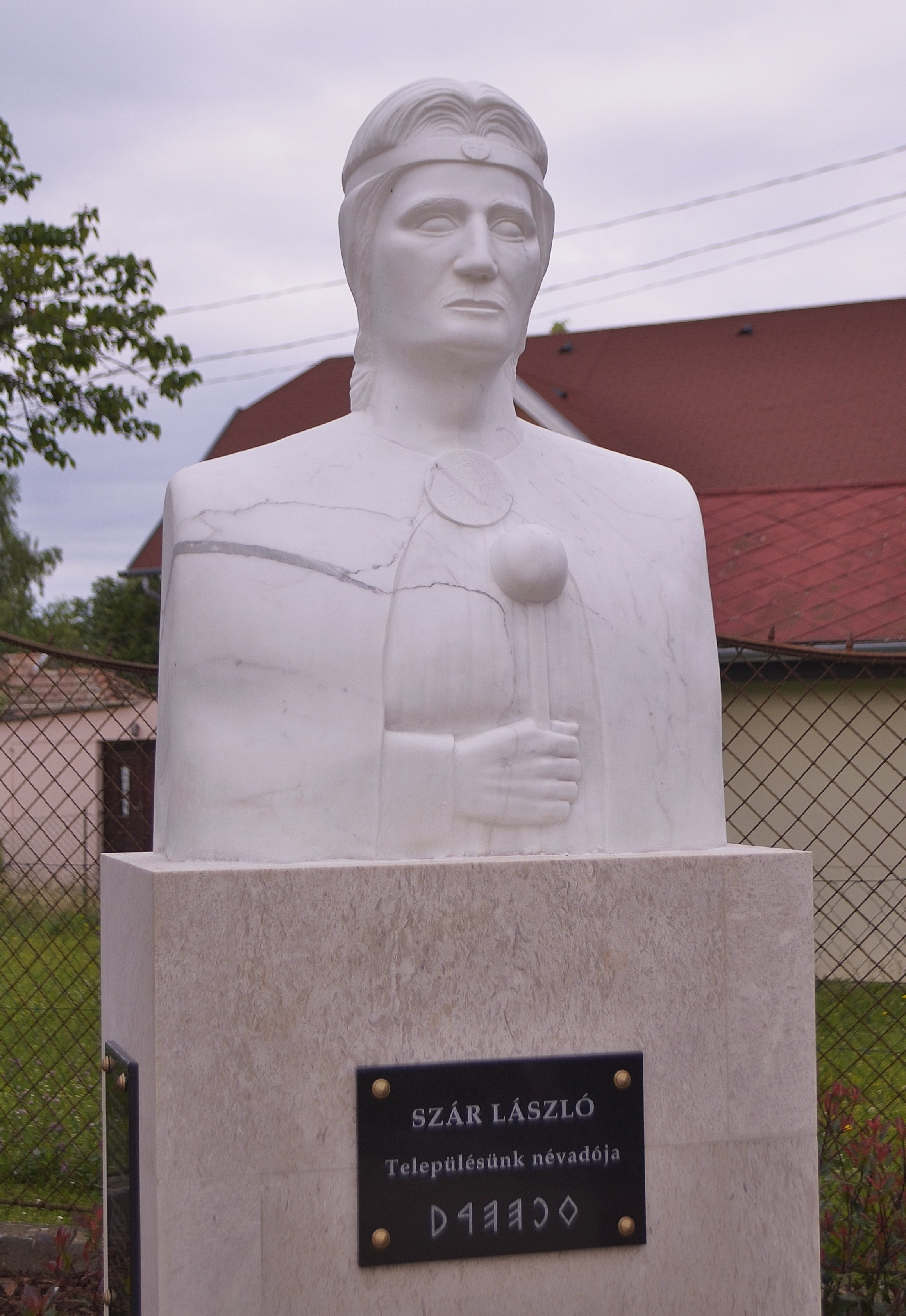
Szár László (976 k.–1029) Árpád-házi herceg mellszobra Balatonszárszón (Torma János szobrászművész alkotása)

A terület már az újkőkorszakban is lakott volt, s attól kezdve valamennyi korból találtak több-kevesebb régészeti emléket.
Első írásos említése 1082-ből maradt fenn Zarrosozow írásmóddal, de az akkori falu a maitól 1 km-rel délebbre feküdt. A 19. századi térképeken már mindenhol a Szárszó név szerepel, amit 1922-ben toldottak meg a Balaton előtaggal.
Balatonszárszó múltjának megismeréséhez jelentősen hozzájárult 2001-ben az M7-es autópálya akkor tervezett nyomvonalának régészeti feltárása. Az ásatások során felszínre kerültek a középkori falu emlékei, a település 13. században épült és a 18. század végéig álló templomának alapfalai, illetve a templomban és annak közelében, a török hódoltság korában többször is szinte teljesen elnéptelenedett ún. Kiserdei-dűlőben temetettek középkori mércével mérve gazdag sírjai. A középkorban a tihanyi apátnak és a veszprémi káptalannak is voltak birtokai a faluban.
Szárszó a Rákóczi-szabadságharcot követő nyugalmasabb időben költözött a mai helyére, ahol az 1715-ös népösszeírás 16 magyar jobbágyot talált. A falu 1733-tól a Hunyady család birtoka a környező településekkel együtt. Az oktatás a katolikus iskolában 1743-ban, a reformátusban pedig 1800-ban kezdődött. A klasszicizáló stílusú református templom1843-ban épült.
Szárszó a 19. században gyors fejlődésnek, gyarapodásnak indult, amihez nagyban hozzájárult az 1861-ben elkészült Déli Vasút – bár megállója egy ideig Szemesen volt –, valamint a század végén kibontakozó balatoni fürdőkultúra. A fürdőtelep kialakulása az 1904-es parcellázással kezdődött. 1910-ben alakult meg a „Fürdőegyesület”. 1913-ra a vasúti megálló mellett posta, távírda és távbeszélő is volt már a kisközségben.
Az első világháború 50 szárszói áldozatot követelt.
1923-ban megalakult a körjegyzőség, egy évvel később az első hitelintézet, és 1930-ban megnyílt a gyógyszertár is.
1928-tól 1951-ig a Soli Deo gloria Diákszövetség szervezésében minden nyáron Szárszói Konferenciát tartottak, amelyen fiatalok ezrei fejthették ki a nemzet szellemi életével kapcsolatos gondolataikat.
1937. december 3-án (máig tisztázatlan körülmények között) a balatonszárszói állomásnál gázolta halálra egy vonat József Attilát.
1943-ban rendezték meg a leghíresebb „szárszói konferenciát”, melynek témája a magyarság helyzete, esélyei, jövője volt a világháború után.
A második világháborúban 34 szárszói katona vesztette életét.
1947-ben nyílt meg a faluban az első óvoda. 1948-ban egyesült a két felekezeti iskola, amely 1961-ben költözött át mai modern épületébe. 1972-ben nyitották meg a József Attila emlékmúzeumot.
A települést 1973-ban nagyközséggé avatták.
Balatonszárszó 2003-ban elnyerte a legvirágosabb község címet, s ezzel kijutott az ENTENTE FLORARE EUROPE 2004 nemzetközi versenyre, amelyen a községek kategóriában ezüst fokozatot ért el.

## József Attila és Balatonszárszó
Balatonszárszó neve összefonódik a költő halálával, aki szanatóriumi kezelése után 1937. november 4-én került Szárszóra az egykori Horváth-panzió épületébe, amelyben akkoriban a nővérei laktak. Itt születtek utolsó költeményei (Talán eltűnök hirtelen…, Karóval jöttél…, Ime, hát megleltem hazámat…). December 2-án meglátogatták barátai (Ignotus, Fejtő, Hatvany), akik megpróbálták felvidítani. Másnap este a balatonszárszói vasútállomáson halálra gázolta egy tehervonat. A szárszói temetőben temették el, majd 1942-ben a budapesti Kerepesi temetőben helyezték örök nyugalomra.
Az egykori panzióban 1955-ben nyílt meg a József Attila életét és pályáját bemutató kiállítás. 1970-ben a Somogy megyei Tanács megvásárolta az épületet, és a kiállítás anyagának bővítésébe kezdett. A hivatalos József Attila Emlékmúzeum 1972-től fogadja a látogatókat. A költő születésének évfordulóján, 1997. április 11-én egy teljesen új, a helyhez jobban illő kiállítást avattak fel az épületben.

### Zenés Vers Hete
József Attila halálának 70. évfordulóján (2007) az önkormányzat – hagyományt teremtő szándékkal – fesztivált indított, melynek célja a magyar irodalom verskincsének zenés formában történő megszólaltatása.

A fesztivál 2008-ban egybeesett a „43-as Szárszói Találkozó” 65 éves jubileuma alkalmából rendezett 'Szárszói Találkozó – Jubileum 65' elnevezésű konferenciával, amelyen neves közéleti és tudományos személyiségek (Matolcsy György, Gazsó Ferenc, Bognár László, Wittner Mária, Orbán Viktor) is részt vettek.

### „Vers utca” Balatonszárszón
A 2016-os „Balatonszárszó kulturális és aktív turisztikai fejlesztése” című pályázat keretében 2020 nyarán megvalósult a „Vers utca” elnevezésű, interaktív elemekkel gazdagított, Balatonszárszó természeti, kulturális és szellemi értékeihez kapcsolódó projekt.
Három kültéri hangbokszos versmegálló és további öt versmegálló létesült, amelyek egy-egy tematika köré csoportosítva mutatják be a magyar költészet szépségeit. Olvashatók és meghallgathatók többek közt József Attila, Babits Mihály, Kányádi Sándor, Illyés Gyula, vagy éppen Faludy György, Fodor András, Rónay György, Csukás István, Kemény Zsófia költeményei.
Az egykori balatonszárszói kisdiák, b. Gyarmati László író-költő ötlete alapján megvalósult tematikus sétaútvonal egyedülálló élményt nyújthat mindazoknak, akik a versekben szellemi-lelki feltöltődést keresnek, örömüket lelik. A projekt oktatási szempontból is említésre méltó, a településre látogató diákcsoportok akár rendhagyó irodalomóra keretében is felhasználhatják a sétautat, amely a gyerekektől az idősekig mindenkihez szól. A József Attila Emlékházzal, a József Attila Művelődési Házzal, a József Attila Általános Iskolával és a Csukás Színházzal karöltve így válhat Balatonszárszó a József Attila-kultusz és az irodalmi hagyományok valódi őrzőjévé.

### Balatonszárszó – Vers utca – állomások és témák
1. József Attila Emlékház: Ars Poetica/Képversek
2. Erzsébet park: Hangulatok
3. Óratér: Extravaganza
4. Szökőkút: Szárszó/Idő
5. Piac: Asztali örömök
6. Zenepavilon: Balaton
7. Csukás Színház: Hetedhét országon is túl…
8. Tóparti park: Legendás versek

### Versmondó verseny József Attila születésnapján
A költő születésnapján, a magyar költészet napján a József Attila Általános Iskolában több évtizede rendeznek a diákok számára országos hírű versmondó versenyt, amelyen kortárs írók, költők is részt vesznek. A verseny 2020-ban elnyerte a Örökségünk – Somogyország Kincse kitüntető címet is.

## Szárszói találkozók
Balatonszárszó múltjának felvázolásából nem maradhat ki annak a „Telepnek” a története sem, amely a község területén 1928 és 1951 között minden nyáron fiatalok ezreit fogadta konferenciákon, s helyszíne volt többek között az 1943-as Magyar Élet konferenciának is.
A Magyar Református Diákok Soli Deo Gloria (Egyedül Istené a dicsőség) Diákszövetsége 1928-ban vásárolta meg a Nefelejts-villát, majd további vásárlásokkal bővítette a területet, ahol nyaranta a konferenciákat tartották. A legnagyobb hangsúly minden évben az egyetemisták, főiskolások konferenciáira esett. Előadóik között püspökök, egyetemi professzorok, írók, lelkészek is voltak.
Az ifjúság az új magyar szellemért. – Magyar Élet Tábor
1943 augusztusában (23-29-ig) a Magyar Élet Könyvbarátainak társasága a Soli Deo Gloria szövetséggel közösen rendezte a szárszói Magyar Élet Tábort, amelynek fő témája a magyar társadalom és gazdaság háború utáni kérdéseinek megvitatása volt. A 600 fős küldöttséget az értelmiségi református ifjúság mellett a katolikus fiatalok, írók és költők valamint a parasztság és a munkásság képviselői alkották. A legnagyobb vitát Németh Lászlónak a harmadik oldalról vagy harmadik útról tartott előadása váltotta ki. (A harmadik oldal lényegét Németh már korábban foglalta össze: „Tegyük fel, hogy van Új-Guineában egy párt, amely azt vallja, hogy Új-Guineának az angolokénak kell lennie. A másik párt szerint Új-Guinea csak a hollandok alatt lehet boldog. S most feláll valaki, és azt kérdezi: Nem lehetne Új-Guinea a pápuáké? Ez a harmadik oldal.”)

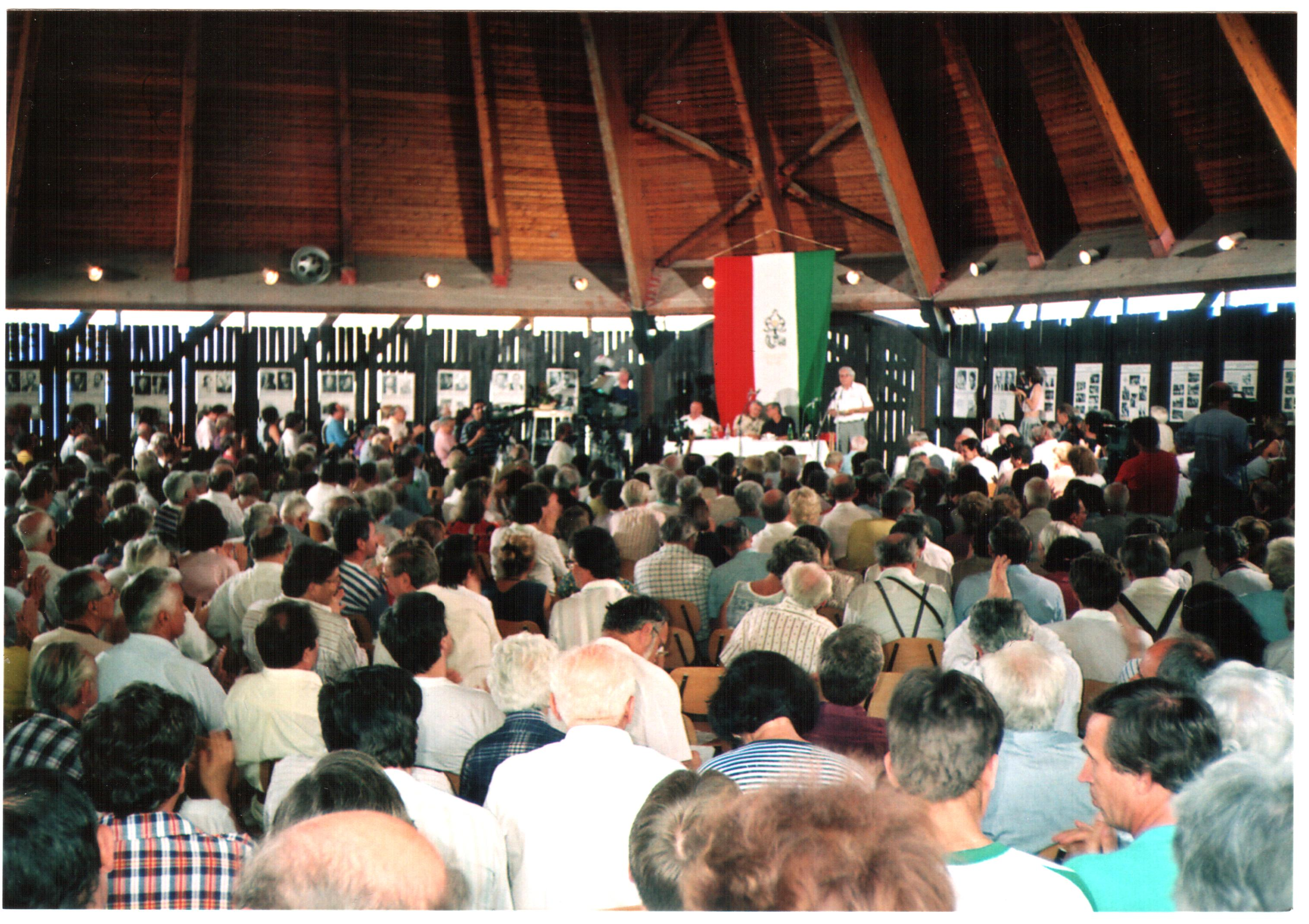
Szárszó 1993 Konferencia

Püski Sándor az 1943-as Szárszói Magyar Élet Konferencia 50. évfordulójának tiszteletére 1993. augusztus 24–25-én jubileumi találkozót szervezett. A találkozón jelen volt Püski Sándor, Csurka István, Bíró Zoltán, Szűrös Mátyás, Jobbágyi Gábor, Surján László, Tábori László, Bégány Attila, Füzessy Tibor és Elekes Andor is. A balatonszárszói önkormányzat 2000-ben szobrot állított a konferencia emlékére. A „Telep” helyén ma a 2004-ben átadott Soli Deo Gloria Református Konferenciaközpont áll.
1993 óta Szárszói találkozó néven itteni kertjében értelmiségi találkozót rendez Farkasházy Tivadar humorista, lapszerkesztő is (a rendezvény csak 2004 és 2012 között szünetelt). A találkozó célja némileg hasonló a korábbiéhoz, miszerint a közélet legkülönbözőbb területeit, azaz a politika, a gazdaság, a társadalomtudományok és a művészeti élet meghatározó szereplőit egy fedél alá hozza, hogy közöttük párbeszéd alakulhasson ki a hazai politikai és társadalmi problémák legfontosabb kérdéseiről. A házigazda ugyanakkor már az első találkozó előtt tisztázta a református telep vezetőivel, s feljebbvalóikkal, hogy esze ágában sincs a '40-es évek több itteni híres tanácskozásának folytatójaként feltűnni, de ha már a sors úgy hozta, hogy Szárszó volt a helyszíne a népi írók összejöveteleinek és József Attila utolsó nyarainak, napjainak is, akkor talán mások is elgondolkodhatnak itt az ország helyzetéről, sorsáról, jövőjéről. A korábbi találkozóval egybeeső helyszín választása egyébként nem volt szándékos, a humorista családja akkor már sok évtizede tulajdonosa volt a Soli Deo Gloria szomszédságában lévő teleknek, és ott minden évben hónapokat töltött.

## Közélete

### Polgármesterei
- 1990–1994: Bereczk Gyula (független)[9][10]
- 1994–1998: Bereczk Gyula (MSZP)[11]
- 1998–2002: Bereczk Gyula (MSZP)[12]
- 2002–2006: Bereczk Gyula (MSZP)[13]
- 2006–2010: Dr. Méhész László (független)[14]
- 2010–2014: Dorogi Sándor János (független)[15]
- 2014–2019: Dorogi Sándor János (független)[16]
- 2019–2024: Fekete János (független)[17]
- 2024– : Fekete János (független)[1]

## Népesség
A település népességének változása:
| Lakosok száma | 1965 | 1985 | 1947 | 2077 | 2015 | 2067 | 2041 |
|               | 2013 | 2014 | 2015 | 2021 | 2022 | 2023 | 2024 |

A 2011-es népszámlálás során a lakosok 90,5%-a magyarnak, 3,5% németnek, 0,4% cigánynak mondta magát (8,9% nem nyilatkozott; a kettős identitások miatt a végösszeg nagyobb lehet 100%-nál). A vallási megoszlás a következő volt: római katolikus 44,7%, református 18,5%, evangélikus 6,2%, görögkatolikus 0,5%, felekezet nélküli 9,2% (19,4% nem nyilatkozott).
2022-ben a lakosság 87,9%-a vallotta magát magyarnak, 2,5% németnek, 0,2% cigánynak, 0,1-0,1% horvátnak, lengyelnek, bolgárnak és szlováknak, 3% egyéb, nem hazai nemzetiségűnek (11,6% nem nyilatkozott; a kettős identitások miatt a végösszeg nagyobb lehet 100%-nál). Vallásuk szerint 30,1% volt római katolikus, 14,8% református, 4,7% evangélikus, 0,8% görög katolikus, 0,2% ortodox, 0,5% egyéb keresztény, 1% egyéb katolikus, 10,9% felekezeten kívüli (36,8% nem válaszolt).

## Nevezetességei

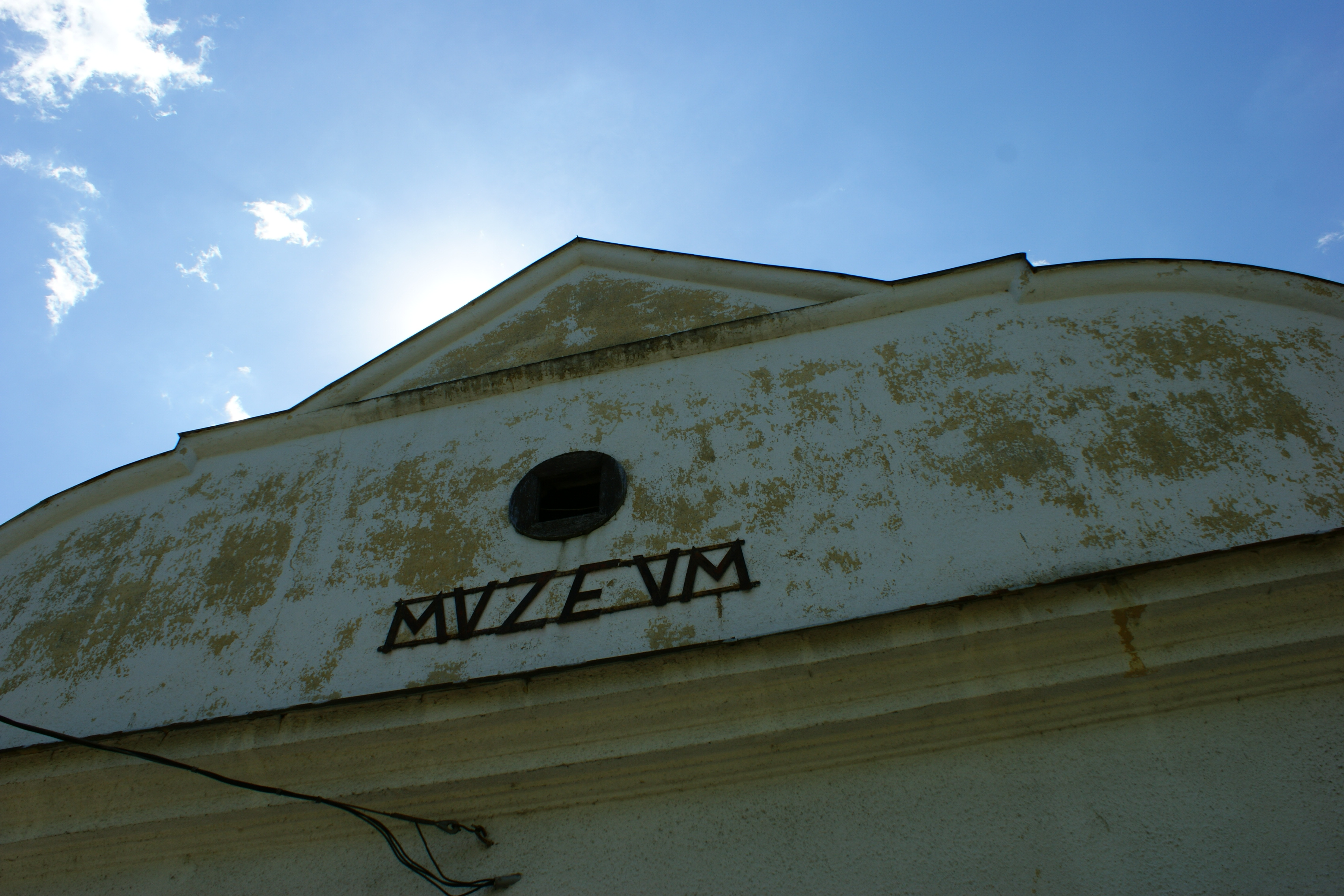
József Attila Múzeum

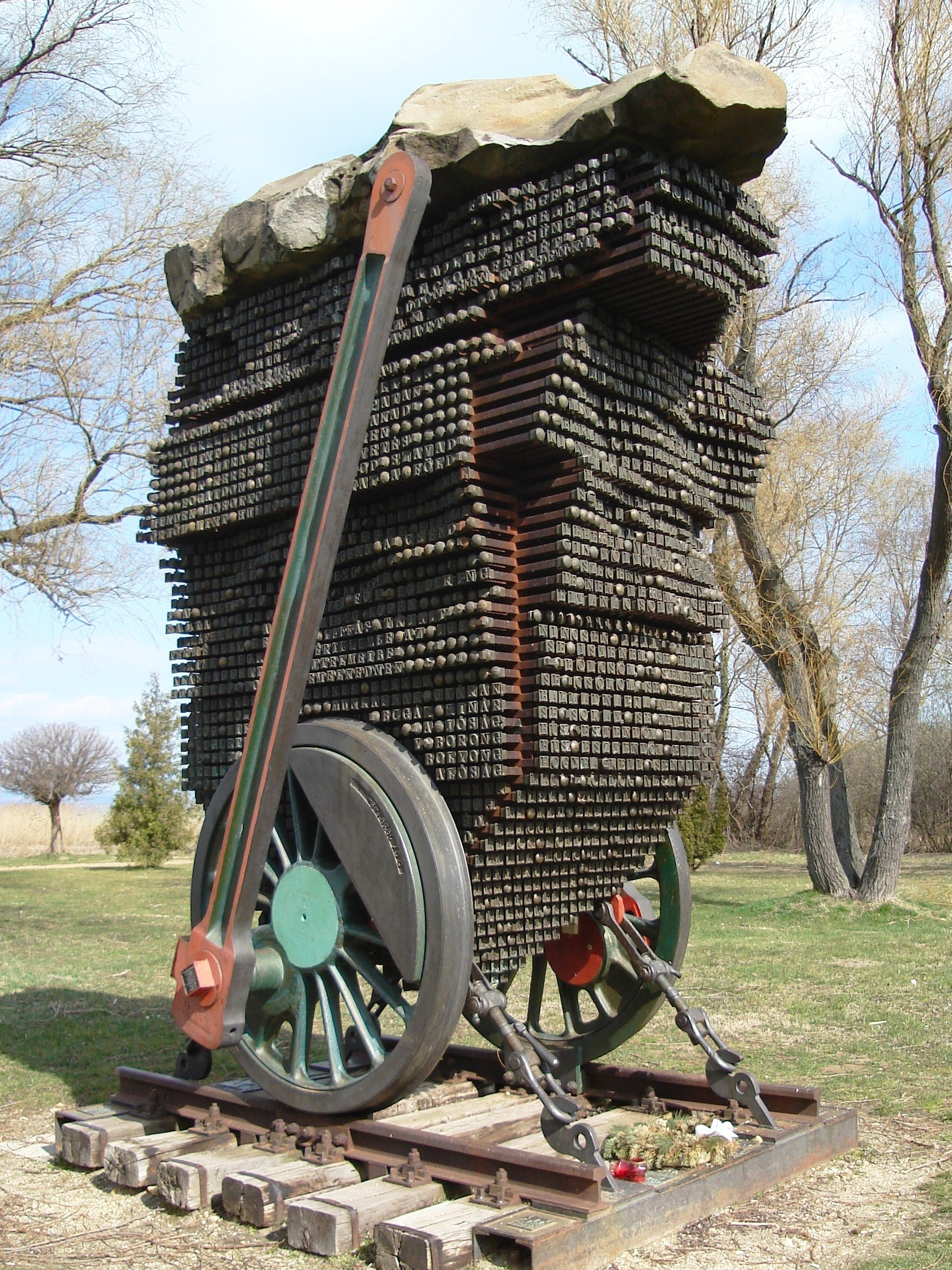
A József Attila-emlékmű

- József Attila Emlékmúzeum a József Attila utca 7.-ben
- A helyi régi temetőben József Attila első nyughelyét egy szürke kő jelzi, rajta a következő felirattal: „E föld befogad, mint persely. József Attila első sírhelye.” (A költő holtteste ma Budapesten a Kerepesi temetőben nyugszik.)
- József Attila szobra az általános iskola előtti parkban
- József Attila-emlékmű a vasúttal szemközti parkban
- Népi jellegű lakóházak
- Református templom
- Csukás Színház, előtte Csukás István 2020-ban felavatott szobra[20]

## Oktatási és művelődési intézmények
A balatonszárszói oktatási és művelődési intézményeket a József Attila Általános Művelődési Központ fogja össze.

Az intézmények:
- József Attila Általános Iskola
- Napközi Otthonos Óvoda
- József Attila Művelődési Ház
- Községi Könyvtár
- Százszorszép Mini Bölcsőde

### Óvoda
1947-ben nyitotta meg kapuit a község első óvodája, amely még sok mindenben nem felelt meg a társadalom követelményeinek. A tanács 1971-ben új, modern óvodát építtetett az általános iskolával szemben. Az óvoda logója a napraforgó, amely a gyerekek fény felé fordulását, fejlődését szimbolizálja.

### Általános Iskola
Az általános iskola elődjének a két felekezeti iskola tekinthető. 1743-tól (1948-ig) a katolikus iskolában – a katolikus templom melletti épületben (jelenleg vasbolt) – kezdődött Szárszón az oktatás. A diákok írást, olvasást és hittant tanultak. A fenntartó a Hunyady család volt. 1800-tól 1948-ig működött a református iskola a mai gyógyszertár mellett. A két iskola az államosításkor (1948-ban) egyesült, de a tanítási hely és a pedagógusok változatlanok maradtak.
1961-ben adták át az új emeletes iskolaépületet, amely 1976-ban modern konyhával, 1978-ban pedig tornateremmel bővült. 1985-ben a meglévő emeletes épülethez új épületrészt csatoltak, így megszűnt az épület zsúfoltsága. Az iskola 1985-ben vette fel József Attila nevét. 2003 és 2005 között az egész épületegyüttest modernizálták. Az iskolában zeneiskola is működik.

### Művelődési Ház
A községi tanács 1957-ben egy új művelődési otthon felépítését határozta el abból a célból, hogy fellendítse az iskolán kívüli művelődést és biztosítani tudja a lakosság szórakozásához elengedhetetlen helyszínt. Az új épület 1959-ben készült el. 
Balatonszárszó kulturális életének szervezésében az oktatási intézmények, a könyvtár és a művelődési ház játszanak meghatározó szerepet. A művelődési ház előadások, irodalmi estek helyszínéül szolgál, de szakkörök és klubok is otthonra találtak benne (vegyeskar, táncegyüttesek, kabarétársulat stb.).

### Könyvtár
1950-ben avatták fel a községi könyvtárat (ez volt az ország 2000-dik népkönyvtára), amely többszöri költözködés után az óvoda épületének keleti szárnyában, tágas galériás helységben találta meg végleges helyét kellemes környezetet biztosítva a kölcsönzéshez és a helyben olvasáshoz egyaránt. Az iskola könyvtára ezt követően átköltözött a Fő utcába egy modern kibővített helyiségbe.

### Bölcsőde
2022-ben ünnepélyes megnyitóval adták át a Százszorszép Mini Bölcsődét.

## A különböző felekezetek hitélete

### Akatolikusgyülekezet története
Oklevelek bizonyítják, hogy 1233-ban Bertalan veszprémi püspök kápolnát építtetett a faluban. A század végére már harangozókat is feljegyeztek. 1504-ben Szárszón plébánia működött, a plébános Sebestyén volt. A 16. század közepén készült török összeírásokban is találunk egyházi személyeket (János, Lőrinc). A török megszállás alatt templomával együtt elpusztult a középkori falu.
1905-ben új kápolnát építettek, de a hívőknek ez kicsinek bizonyult, ezért 1930-ban új templomot kezdtek építeni, amelyet 1932-ben szenteltek fel. Az egytornyos neoromán templomot 1983-ban egy nyugati irányú szárnnyal bővítették.

### Areformátusgyülekezet története
A szárszói református közösség első írásos feljegyzése 1734-ből maradt fenn, mikor is Szárszó lelkipásztora Johannes Öri volt. 1746-ban egy korábbi császári rendelet alapján megszünt a szabad vallásgyakorlás, a falu lelkipásztorát elkergették.
 A kalapos király türelmi rendelete (1781) után Szárszón is újra megindult a református közösség élete. 1791-ben templomot emeltek. 1839-ben a gyülekezet elhatározta, hogy új templomot épít. A klasszicizáló, késő barokk stílusú templom 1843-re készült el. A klasszicista szószéket kicsit később emelték. A régi torony helyett 1897-ben (az évszám ma is látható a tornyon) újat emeltek, amelyet vörösrézzel fedtek be. Ekkor alakult ki a templom mai formája.

### Azevangélikusgyülekezet története
A legfiatalabb gyülekezet története az 1930-as évekig nyúlik vissza. 1939-ben alakult meg a Balaton-Délvidéki Evangélikus Missziói Kör, amelynek lelkészi hivatala Balatonszárszón volt. A 20. század közepétől Szárszón működik a Magyarországi Evangélikus Egyház Balaton-parti misszióotthona. A gyülekezet központi házát 1966-ban eladták, s istentiszteleteiket egy ideig a református templomban tartották. 1994–95-ben széles körű összefogással új templomot emeltek a református templom melletti téren. A templomot 1995 júniusában szentelték fel. 2004-ben az Evangélikus Egyház felújította a misszióotthont is.

## Híres szárszóiak, Szárszóhoz kötődő hírességek
- Rónay György

A család 1941-ben vásárolta azt a házat, amelyben az író gyerekkorától haláláig a nyarait töltötte. Emlékét a házon emléktábla őrzi.
- Csukás István

Az író az 1980-as évek végén vásárolt telket, amelyre nyaralóját építette, ahol azóta több mesefigura képe született meg.
- Farkasházy Tivadar

Meghívására nyaranta rendezik meg a Szárszói találkozót politikusok, gazdasági-társadalomtudományi szakemberek, üzletemberek, újságírók és művészek részvételével.
- Ázsóth Gyula

Tanár, iskolaigazgató, tanácstag, író, versenyszerű sakkozó.

### Díszpolgárok
- Ázsóth Gyula – iskolaigazgató
- Smelka Ferenc – iskolaigazgató
- Kiss Gyula – orvos
- Szőke György – festőművész, grafikus, rajztanár
- Csukás István – költő, író
- Obádovics J. Gyula matematikus

## Sport
A településen élők mozgáshoz jutását, felkészítését és versenyeztetését elsősorban az 1927-ben alakult Balatonszárszói Sport Egyesület biztosítja. Hagyományos színei a kék-fehér. Sokáig csak a labdarúgó szakosztály működött, de később több szakosztály is alakult (atlétika, asztalitenisz, karate, lövészet, női kézilabda, sakk, veterán atlétika). Jelenleg a labdarúgó, a karate és az asztalitenisz szakosztály működik.
Labdarúgás: Balatonszárszó NSE.
Az 1927 óta folyamatosan működő labdarúgócsapat játszott már sok osztályban (járási, megyei I-II). Jelenleg a megyei I-ben szerepel a csapat, 2008-ban a 2. helyet szerezte meg.
Az asztalitenisz szakosztály 1979-ben alakult. Legnagyobb sikereként a férficsapat a 80-as években az NB III után az NB II-t és az NB I/B-t is megnyerte, de az önkormányzat anyagi okokból nem tudta vállalni a csapat NB I-es indulását. A csapat azóta a megyei I-ben játszik, és nagy hangsúlyt fektet az utánpótlásképzésre.
Az utóbbi idők legsikeresebb szakosztálya (az asztalitenisz mellett) a karate. A karate tanulását alsós korukban kezdik el a diákok, közülük többen is szép eredményeket értek el az utóbbi időben.
Az egyesületi sportoláson kívül az egyik legtöbb embert megmozgató sportesemény az önkormányzat szervezésében rendezett, már több mint 10 éves múltra visszatekintő téli teremlabdarúgó bajnokság. Emellett a téli-nyári vizes-jeges sportok is népszerűek.

## Testvértelepülés
- Gyergyóalfalu, Székelyföld

## Bibliográfia
- Ázsóth Gyula: Szárszó, Balatonszárszó, 1990
- Ázsóth Gyula: Villanások –Szárszói szivárvány, Magánkiadás, 2003
- Balatonszárszó a Vendégvárón
- Balatonszárszó nagyközség honlapja
- Szárszói Tükör, Balatonszárszó Nagyközségi Önkormányzat lapja